# Pedro Agostinho de Neri
Pedro Agostinho de Neri (Cabinda, 6 de agosto de 1963) é um político angolano, e atual secretário-geral da Assembleia Nacional de Angola. Nomeado secretário-geral pelo presidente da Assembleia Nacional, Fernando da Piedade Dias dos Santos em 2012, no início da III Legislatura. Em 2017, Pedro Agostinho de Neri integrou a lista de deputados pelo Movimento Popular de Libertação de Angola (MPLA) durante as eleições em Angola. Em novembro de 2017, suspendeu o mandato de deputado e foi reconduzido como secretário-geral da Assembleia para a IV Legislatura.
Preside desde 2018 à Associação dos Secretários-Gerais da APCPLP. 